# 1769年の相撲
1769年の相撲（1769ねんのすもう）は、1769年の相撲関係のできごとについて述べる。

## 本場所など
- 4月場所（江戸相撲）[1]
  - 興行場所:深川八幡社境内
  - 5月13日（旧4月8日）より晴天8日間興行
- 7月場所（大坂相撲）[2]
  - 興行場所:堀江
  - 8月25日（旧7月24日）より晴天10日間興行
- 8月場所（京都相撲）[3]
  - 興行場所:二条川東
  - 9月24日（旧8月24日）より9日間興行
- 10月場所（江戸相撲）[3]
  - 興行場所:深川八幡宮境内
  - 11月8日（旧10月11日）より晴天8日間興行